# Veauville-lès-Quelles
Veauville-lès-Quelles is een gemeente in het Franse departement Seine-Maritime (regio Normandië) en telt 106 inwoners (2009). De plaats maakt deel uit van het arrondissement Le Havre.

## Geografie
De oppervlakte van Veauville-lès-Quelles bedraagt 3,2 km², de bevolkingsdichtheid is dus 33,1 inwoners per km².
De onderstaande kaart toont de ligging van Veauville-lès-Quelles met de belangrijkste infrastructuur en aangrenzende gemeenten.

## Demografie
Onderstaande figuur toont het verloop van het inwonertal (bron: INSEE-tellingen).
1. ↑  Populations de référence 2022.